# Carlos Alberto Moros Ghersi
Carlos Alberto Moros Ghersi (Los Teques, Venezuela, 14 de abril de 1934 - Caracas, Venezuela, 8 de enero de 2013) fue un médico internista, científico, catedrático y rector de la Universidad Central de Venezuela, además de político ejerciendo el cargo de Senador electo del Congreso Nacional por el Estado Miranda 1993-1998.
Entre otros cargos destacados en el sector público Moros Ghersi ejerció como Presidente del Comité Mirandino de Educación, Ciencia y Tecnología del Estado Miranda entre 2000-2004, periodo durante el cual se elaboraron de 13 convenios entre el estado Miranda y las universidades públicas y privadas.

## Infancia y estudios
Fueron sus padres Luisa Ghersi de Moros y Teófilo Moros, también médico. Los estudios de primaria los realizó en la Escuela Federal Guaicaipuro y Grupo Escolar República del Paraguay en la ciudad de Los Teques y continuó con la secundaria en el Liceo San José de Los Teques y posteriormente en el Colegio La Salle de Caracas. 
Sus estudios universitarios los realizó en la Universidad de Los Andes (Venezuela) entre 1952-1953 y posteriormente en la Universidad Central de Venezuela entre 1953-1958 graduándose como: Médico Cirujano Promoción Dr. Leopoldo Briceño Iragorry. Entre 1969 y 1970 viaja a Londres, donde estudia en el Institute of Cardiology and Institute of Diseases of theChest en la Universidad de Londres, obteniendo la especialidad de Medicina Interna.

## Posiciones públicas y afines
Moros Ghersi fue Rector de la Universidad Central de Venezuela (1980-1984). Fue Senador electo del Congreso Nacional por el Estado Miranda para el período 1993-1998, durante el cual trató de elaborar dos leyes Ley de ciencia y tecnología y la Ley de educación Superior. Durante su trabajo en el Senado de la República fue presidente de la Comisión de Educación, Cultura, Ciencia y Tecnología del Senado entre 1993-1998, presidente de la Comisión Bicameral de Educación en 1997, miembro de las Comisiones de Salud y Ambiente entre 1994-1998.
Ejerció el cargo de presidente del Comité Mirandino de Educación, Ciencia y Tecnología del Estado Miranda durante el período 2000-2004.
Fue presidente de la Sociedad Venezolana de Medicina Interna y presidente del Capítulo Venezolano del American College of Physicians.